# 雙星
雙星（英語：Double star）在觀測天文學中指的是當兩顆恆星由地球上觀察時，在視線的方向上非常接近，以致以肉眼看起來像是只有一顆恆星，但使用望遠鏡時就能分辨出來是一對的恆星。這種情形可以發生在一對聯星，也就是有著互動的軌道，並且被彼此的引力束縛在一起；也可以是光學雙星，這是兩顆有著不同的距離，但恰巧在天空中相同的方向上被對準在一起。
聯星對恆星天文學家是很重要的，當知道它們的運動，就可以直接計算它們的質量和其它地恆星參數。從1780年代開始，研究雙星的專業和業餘天文學家就透過望遠鏡的觀測量雙星之間的距離和角度，以量度每一對雙星之間的相對運動。如果測量出的相對運動是一段軌道弧線，或者相對運動相較於這兩顆恆星本身的一般自行是很小的值，就可以得到這兩顆恆星沒有相互的軌道運動。換言之，這一對就只是光學雙星。雖然多顆的恆星系統的運動比聯星更為複雜，但對聚星的研究也是用這種方法。
成對的恆星有下列三種：
- 光學雙星：是無關聯的恆星 － 只是從地球看過去他們恰好對齊在一起；
- 目視聯星 － 被引力束縛在一起，使用光學望遠鏡就可以分辨的恆星；
- 非目視聯星 － 要使用更專業的工具，像是掩星（食雙星）、光譜（光譜聯星）、或異常的自行（天測聯星）才能分辨的聯星。

就觀念而言，後面這兩種之間其實沒有差別。望遠鏡的改進可以將非目視聯星重分類至目視聯星中，像北極星在2006年就發生這種情形。因此，第三種只是我們在觀測方法上的不同造成的區別。

## 歷史
大熊座的開陽在1650年首度被乔瓦尼·巴蒂斯塔·里乔利登錄為雙星（但貝內代托·卡斯泰利和伽利略可能在更早）。很快就確認了其它的雙星系統：羅伯特·虎克在1664年發現的第一個雙星系統，白羊座γ；而南十字座明亮的十字架二在1685年被馮提尼發現是雙星。從此之後，對雙星的搜尋在天空中被很徹底的執行，不只是明亮的雙星，還下探至視星等9.0等的極限。在北半球的天空中，比9等亮的恆星中，每18顆就至少有一顆是雙星，可以使用口徑36-英寸（910-） 的望遠鏡分辨出來。
類別不相關的光學雙星和聯星被混編在同一本星表中是有其歷史上的事實和原因。當開陽被發現是聯星時，仍很難確認一對雙星是聯星，還僅僅是光學雙星。望遠鏡、光譜、和攝影的改進，都是用來區分這兩者的基本工具。當它被確認是視聯星後，開陽本身的結構被發現是光譜聯星。此外，開陽和輔又組合成光學雙星，兩者相距3光年。它們被懷疑，但又沒有絕對的證據，能證明兩者之間沒有引力的相互作用。因此，雙星這個名詞對尚不了解的一對恆星而言，仍然是一個有用的項目。

## 雙星的觀測

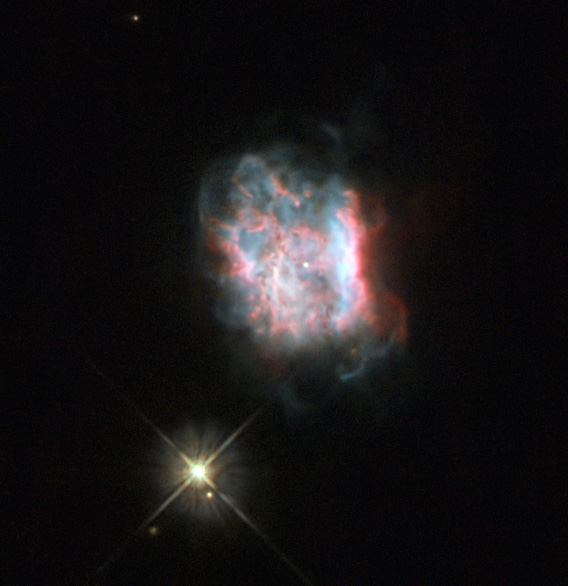
天文學家曾經錯誤的報告一對雙星J 900和在雙子座一顆暗星的位置。

視雙星的定義是使用光學望遠鏡可以看見與分辨的雙星，這在已知的雙星中佔了絕大多數。如果視雙星顯現相似的屬性，像是相似的自行穿越空間、三角視差或徑向速度，這些都是它們之間有引力關聯，形成聯星的證據；在這種情況下，視雙星會被稱為視聯星。
以目視測量視雙星的分離度，或角距離，是測量這兩顆星在天空中的位置角和彼此之間以角度度量的距離。以位置角來指示兩星分隔的距離與方向時，是從亮星朝向暗星來測量，並且正北方被定義為0°。這些測量的結果被稱為量測值（measures），視聯星量測值中的位置角會逐漸改變，兩顆星之間分開的距離也會在最高和最低值之間擺動。在平面上繪製量測值將產生一個橢圓。這是投影在天球上的視軌道 ，從視軌道可以計算出這兩顆星真實的軌道。雖然預期在視雙星目錄上的絕大多數可能都是視聯星，但是在超過100,000顆已知的視雙星中，僅有幾千顆的軌道已經被計算出來。

## 聯星和其他雙星之間的區別
通過觀察它們的相對運動可以區別視雙星和視聯星。如果運動是軌道的一部分，或是恆星有著相似的徑向速度，或是相較於一般的自行有著較小但不同的自行，這一部分可能都是自然的性質。當觀測的時間短於週期時，光學雙星和長週期視聯星可能都呈現直線的運動，這就會很難區分這兩種的可能性。

## 名稱
一些明亮的雙星有拜耳名稱，在這種情況下，可以用上標字元來表示。例如，南十字座α（南十字二）和伴星分別是是南十字α1和南十字α2。由於南十字α1還是光譜聯星，因此實際上是聚星。上標字元也可以用來區分更遙遠，無物理關係，在拜耳名稱下成雙的恆星，像是摩羯座α1,2（相距0.11°）、半人馬座ξ1,2（相距0.66°）、人馬座ξ1,2（相距0.46°）。這些光學雙星都可以用裸眼直接觀看。
除了這些對雙星，雙星的成員通常用字母A（表示較亮的、主星）和B（表示較暗的、伴星）來區分，再增加的就依據字母來排序。例如，大犬座α（天狼星）的成員是大犬座αA和大犬座αB（天狼星A和天狼星B）；牧夫座44的成員是牧夫座44A和牧夫座44B；ADS 16402的成員是ADS 16402A和ADS 16402B；依此類推。字母AB可能一起用來指出這是一對雙星，在聚星，字母C、D，也是用來標示不同的伴星，它們的順序是依照與最亮A星距離的增加來排列。
| 發現者                       | 傳統碼        | WDS碼        |
| ---------------------------- | ------------- | ------------ |
| 雪梨天文台                   | Brs0          | BSO          |
| 舍本·卫斯里·伯纳姆           | β             | BU           |
| 詹姆士·丹露帕                | Δ             | DUN          |
| 威廉·赫歇爾                  | H I, II, etc. | H 1, 2, etc. |
| 尼可拉·路易·拉卡伊           | Lac           | LCL          |
| 瓦西里·雅可夫列維奇·斯特魯維 | Σ             | STF          |
| Struve Appendix Catalogue I  | Σ I           | STFA         |
| Struve Appendix Catalogue II | Σ II          | STFB         |
| 奧托·斯特魯維                | OΣ            | STT          |
| Pulkova Appendix Catalogue   | OΣΣ           | STTA         |

視雙星通過在它們發現者名字的縮寫後面加上數字編輯出獨特的目錄。例如，半人馬座αAB是在1689年被Richaud 神父發現的，因此就被稱為RHD 1 。其它的例子包括Δ65，是詹姆士·丹露帕發現的第65顆雙星，和Σ2451是斯特鲁维發現的第2451顆雙星。
華盛頓雙星目錄，是包含超過100,000顆雙星和聚星的龐大資料庫，每一筆都列出了兩顆星之間距離的量測值。在目錄內的每一顆雙星構成一個條目，有n個成員的聚星會構成n-1對雙星，每個都會給出與聚星中其他成員的分離距離。像AC這樣的編碼是表示被測量的成員C相對於A的量測值；編碼也可能改變成AB-D以指示密接的A與B和D的量測值，本例中指的是D相對於AB對；而像Aa這樣的編碼也可以表示單一的成員，在這個例子可能指的是另一個成員相對於A的量測值。發現者的編碼也還是會被列出，但是傳統的發現者名字縮寫，像是Δ和Σ等，都已經改編成一個羅馬大寫字母的字串，例如Δ65 已成為DUN 65和Σ2451已成為STF2451。更多的例子呈現在右邊的表中。

## 例子

### 視聯星
- 半人馬座α
- 天狼星
- 南河三
- 五車二
- 波江座p
- 北極星
- 十字架二

### 光學雙星
- 摩羯座α1和摩羯座α2
- 蒼蠅座θ和蒼蠅座θB
- 南冕座η1和南冕座η2
- 南冕座κ1和南冕座κ2
- Winnecke 4

### 不確定
- 半人馬座α系統（AB）和比鄰星（半人馬座αＣ）：一般認為是有物理關聯性的系統。
- 北河二系統（Aa/Ab/Ba/Bb）和雙子座YY（也就是北河二Ca/Cb）一般認為是一個物理系統。
- 開陽系統（Aa/Ab/Ba/Bb）和輔（本身是聯星，因此是開陽Ca/Cb，在2009年之前，一般都不認為有物理上的關聯）。